# Уолъс Стивънс
Уолъс Стивънс (на английски: Wallace Stevens) е американски поет модернист. Носител на наградата „Пулицър“ за 1955 г.

## Биография
Роден е на 2 октомври 1879 г. в Рединг, Пенсилвания, САЩ в семейство на адвокат. Бакалавърска степен получава в Харвардския университет. Има намерение да отиде в Париж и да се отдаде на писателския занаят, но след като работи за кратко като репортер за „Ню Йорк Таймс Херълд“, решава да учи право. Завършва през 1903 г. Нюйоркското юридическо училище и практикува право в Ню Йорк от 1904 г. до 1916 г., когато се премества в Хартфорд, Кънектикът. През по-голямата част от живота си работи като изпълнителен директор на застрахователна компания в Хартфорд.
Въпреки решението си да стане адвокат, Стивънс се повлиява от няколко приятели, писатели и художници в Гринуич Вилидж, сред които поетите Уилям Карлос Уилямс, Мериан Мур и е. е. къмингс и започва да пише и публикува стихове. Първата му публикация е през 1914 г. в чикагското списание „Поетри“, а първата си книга издава едва на 44 години – през 1923 г. Но славата го застига още по-късно, в самия край на живота му, когато получава Националната награда за книга (1951). Получaва широко признание след публикуването на „Събрани стихотворения“ (1954), само година преди смъртта си. Умира на 2 август 1955 г. в Хартфорд, Кънектикът, малко след като получава „Пулицър“ за поезия.

## Посмъртно признание
От 1994 г. Американската академия на поетите връчва награда „Уолъс Стивънс“ за „доказано майсторство в изкуството на поезията“.

### Стихосбирки
- Harmonium („Акордеон“) (1923)
- Ideas of Order („Идеи за рeдa“) (1936)
- Owl's Clover („Детелината на бухала“) (1936)
- The Man with the Blue Guitar („Мъжът със синята китара“) (1937)
- Parts of a World („Частите на един свят“) (1942)
- Transport to Summer („Превоз до лятото“) (1947)
- The Auroras of Autumn („Изгревите на есента“) (1950)
- Collected Poems (1954)

Посмъртни издания
- Opus Posthumous („Посмъртно издадени творби“) (1957)
- The Palm at the End of the Mind („Палмата на края на ума“) (1972)
- Collected Poetry and Prose (New York: The Library of America, 1997)
- Selected Poems (John N. Serio, ed.) (New York: Alfred A. Knopf, 2009)[6]

### Проза
- The Necessary Angel („Hеобходимият ангел“) (есета за поезията) (1951)

Посмъртни издания
- Letters of Wallace James Stevens, edited by Holly Stevens (1966)
- Secretaries of the Moon: The Letters of Wallace Stevens & Jose Rodriguez Feo, edited by Beverly Coyle and Alan Filreis (1986)
- Sur plusieurs beaux sujects: Wallace Stevens's Commonplace Book, edited by Milton J. Bates (1989)
- The Contemplated Spouse: The Letters of Wallace Stevens to Elsie Kachel, edited by D.J. Blount (2006)

### На български
- „Избрани стихотворения“. Превод Николай Кънчев. Велико Търново: Слово, 1992.

### За него
- Borroff, Marie, ed. Wallace Stevens: A Collection of Critical Essays. Englewood Cliffs: Prentice-Hall, 1963.
- Pearce R.H., Hillis Miller J. The act of the mind; essays on the poetry of Wallace Stevens. Baltimore: Johns Hopkins Press, 1965.
- Wendler H. On Extended Wings: Wallace Stevens' Longer Poems. Cambridge: Harvard UP, 1969.
- Wendler H. Wallace Stevens: Words Chosen out of Desire Knoxville: University of Tennessee Press, 1984.
- Bloom H. Wallace Stevens. New York: Chelsea House Publishers, 1985.
- Sharpe T. Wallace Stevens: a literary life. New York: St. Martin’s Press, 2000.